# Vanisz Kvabebi
Vanisz Kvabebi (grúz nyelven ვანის ქვაბები) barlangkolostor Grúziában a Szamche-Dzsavaheti régióban, Vardzia és Aspindza közelében. 

## Története
A 8. században kezdték a sziklába vájni a barlangokat, és a remeték számára templomot is építettek. A 9. és 11. század között újabb cellákat alakítottak ki, és elkészült a Szent György-templom is. 1089-ben erős földrengés következtében beomlott az alsó szint és a templom. 1191-ben a királyi udvar kolostora lett, és I. Tamar grúz királynő rendeletére újjáépült. 1204-ben Anton Chkondideli író megépíttette a régi védőfalat. A perzsákkal és az oszmánokkal vívott harcokban több építmény elpusztult. 1576 után teljesen megszűnt a kolostori élet.
A kolostor-komplexumban 16 szinten helyezkednek el a barlangcellák, raktárak, lépcsős alagutak. A legmagasabb szinten a sziklafalhoz támaszkodva áll a kis kupolás templom. Falaira a 15. század második felében vers- és prózarészleteket írtak, többek között 2 sort Sota Rusztaveli A párducbőrös lovag című eposzából. 

## Képek

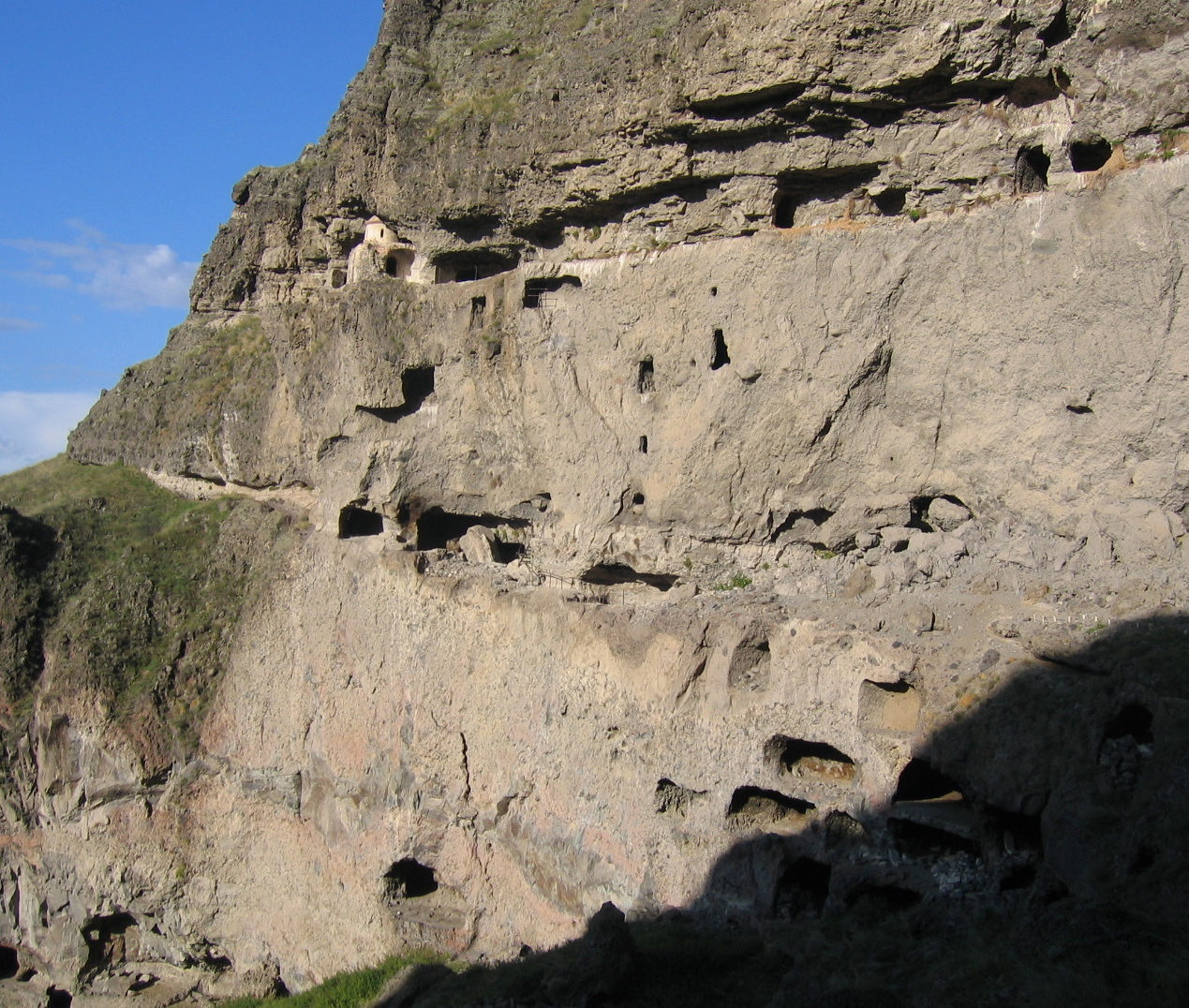
Vanisz Kvabebi
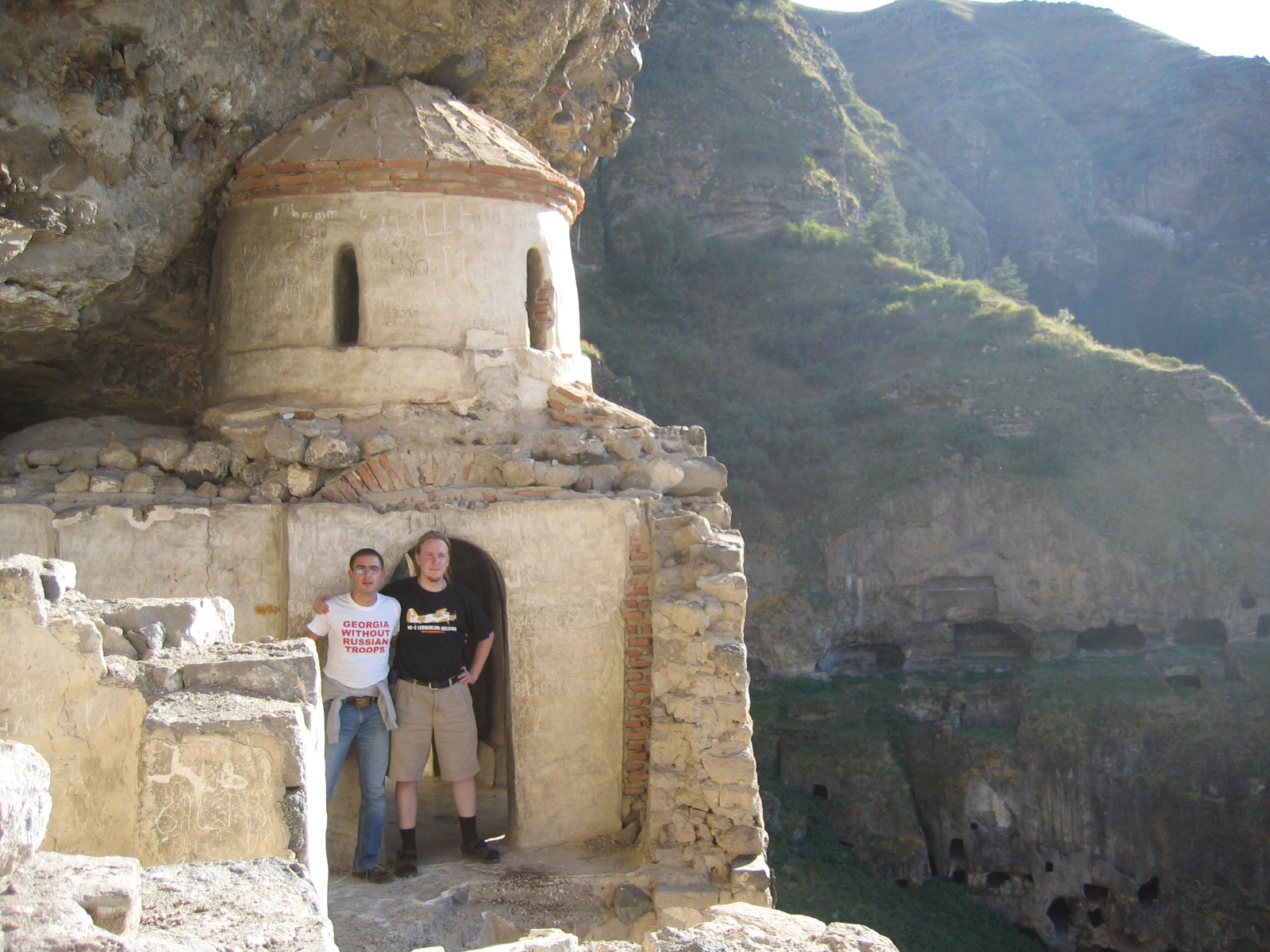
Kupolás templom a sziklafal tövében
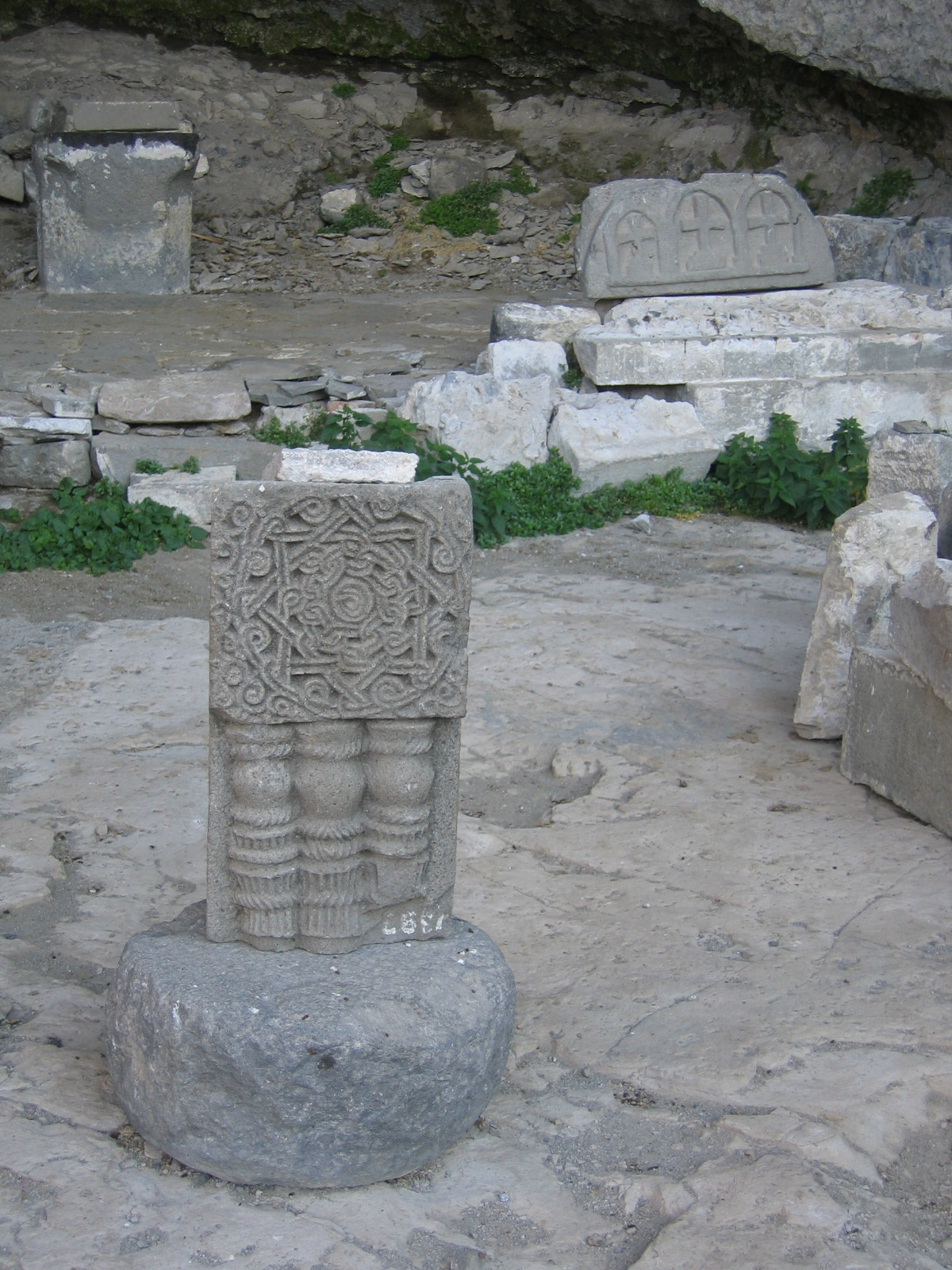
Egykori templom maradványai
Vanisz Kvabebi látképe